# Vokovice (zámek)
Zámek ve Vokovicích v Praze je původně hospodářská usedlost, která stojí v centru obce na bývalé návsi u Vokovického rybníka. Areál je chráněn jako nemovitá kulturní památka České republiky; zahrnuje budovu zámku, obytnou budovu, hospodářské stavby a zahradu.

## Historie
Usedlost byla založena již v 1. polovině 17. století. V 19. století byla upravována.

## Popis
Patrová vila postavená na obdélném půdorysu je situována jihozápadně od dvora. Původně se jednalo o částečně obytnou a hospodářskou budovu, která byla přestavěna.
Původní obytná budova je patrová stavba na obdélném půdorysu, jejíž fasádu člení štukové pilastry a kordonová římsa. Je zastřešena sedlovou střechou, ze které vystupují novodobé vikýře.
S původní obytnou budovou jsou spojeny bývalé chlévy. Jedná se o přízemní objekt s polopatrem na obdélném půdorysu s hladkou fasádou. Druhá hospodářská budova je stavba na obdélném půdorysu krytá sedlovou střechou, ke které je na východní straně připojeno křídlo bývalé kolny. Boční fasádu člení pilíře, jednotlivá pole ukončuje zubořez s římsou.
Zámeček obklopovala zahrada, která byla při úpravách a přestavbách změněna na dvůr s upravenou parkovou zelení a parkovacími místy.